# Madeleine Winter-Schulze
Madeleine Winter-Schulze (* 28. Juni 1941 in Berlin) ist eine deutsche Unternehmerin und ehemalige Reiterin.

## Leben
Madeleine Winter-Schulze ist die Tochter des 1959 verstorbenen Berliner Automobilhändlers Eduard Winter. Ihre zwei Jahre ältere Schwester war die deutsche Trabrennstallbesitzerin und ehemalige Amateur-Trabrennfahrerin Marion Jauß (1939–2020, 1614 Siege in Trabrennen), die das Gestüt Neritz bei Bad Oldesloe betrieb. Winter-Schulze erbte mit ihrer Schwester Marion Jauß die 1925 in Berlin gegründete Eduard-Winter-Gruppe von ihrem Vater.
Madeleine Winter-Schulze war seit 1987 mit dem Springreiter und Pferdezüchter Dietrich Schulze verheiratet. Ab Ende der 1970er Jahre lebte das Paar gemeinsam auf dem ehemaligen Hof von Hartwig Steenken in der Wedemark, wo Winter-Schulze seit dem Tod ihres Mannes im Jahr 2008 weiterhin wohnt.

## Sportlaufbahn
Madeleine Winter begann um 1950 mit dem Reitsport. Ihre Trainerin war zunächst Ines von Badewitz und später wurde sie von Herbert Rehbein trainiert. Als 18-Jährige gewann sie 1959 mit Coca-Cola die Deutschen Meisterschaften im Dressurreiten teil und konnte sich gegen Liselott Linsenhoff und Rosemarie Springer durchsetzen.
Winter-Schulze errang 1969 auf Patella und 1975 auf Dacapo die deutsche Meisterschaft der Amazonen im Springreiten.
Sie reitet heute nicht mehr und stieg das letzte Mal auf ihr Pferd Goldfever.

## Pferdebesitzerin und Pferdezucht
Heute ist sie Besitzerin mehrerer international bekannter Spring- und Dressurpferde und führt die Zucht ihres Mannes weiter. Sie unterstützt seit 1997 Ludger Beerbaum und seit 2001 Isabell Werth. Sie wurde Besitzerin von Satchmo, Warum nicht, Don Johnson, El Santo, Emilio und Bella Rose. 
Im April 2004 wurde sie für ihre langjährige Förderung des Pferdesports mit dem Bundesverdienstkreuz am Bande ausgezeichnet. Im Rahmen des Galaabends der Eilteauktion in Verden/Aller erhielt sie die Auszeichnung aus den Händen von Ursula von der Leyen.
Ferner gehört sie dem Präsidium der Deutschen Reiterlichen Vereinigung (FN) mit Sitz in Warendorf als Vertreterin der Pferdebesitzer und Besitzerinnen an.
2009 übernahm sie einen Besitzanteil an Ingrid Klimkes Abraxxas, als dieser zum Verkauf stand. Sie unterstützt Hannelore Brenner, Philipp Weishaupt und Karin Rehbein. Winter-Schulze ist gemeinsam mit dem deutschen Fußballer Thomas Müller Eigentümerin des Schimmelwallachs Checker, mit dem Christian Kukuk Olympiasieger im Springreiten bei den Olympischen Sommerspielen 2024 in Paris wurde.

## Soziales Engagement
Im Jahr 2015 gründete Winter-Schulze die Eduard Winter Kinderstiftung Berlin. Die Stiftung unterstützt hilfsbedürftige Kinder in Berlin und Brandenburg und ist benannt nach Winter-Schulzes Vater.